# حملة بلاد الرافدين
حملة بلاد الرافدين أو قوة التجريدة الهندية كانت حملة عسكرية في مسرح الشرق الأوسط في الحرب العالمية الأولى دارت بين الحلفاء ممثلة بالإمبراطورية البريطانية وقوات من بريطانيا وأستراليا والأغلبية العظمى من الراج البريطاني، ضد قوى المركز خاصة الدولة العثمانية. بدأت هذه الحملة بعد عمليات الإنزال البرمائية البريطانية في عام 1914 والتي سعت إلى حماية حقول النفط الأنجلو-فارسية في خوزستان وشط العرب. ومع ذلك، تطورت الجبهة فيما بعد إلى حملة أكبر سعت إلى الاستيلاء على مدينة بغداد الرئيسية وتحويل القوات العثمانية عن جبهات أخرى. انتهت الحملة بهدنة مودروس في عام 1918، مما أدى إلى التنازل عن العراق (بلاد ما بين النهرين آنذاك) والمزيد من تقسيم الدولة العثمانية.
بدأت المعارك بعد إنزال برمائي قامت به فرقة بريطانية هندية في حصن الفاو قبل التقدم بسرعة إلى مدينة البصرة لتأمين حقول النفط البريطانية في بلاد فارس القريبة (إيران حاليًا).
وفي أعقاب عمليات الإنزال، حققت قوات الحلفاء سلسلة من الانتصارات على طول نهري دجلة والفرات، بما في ذلك صد محاولة عثمانية لاستعادة البصرة في معركة الشعيبة. وتوقف التقدم عندما وصل الحلفاء إلى مدينة الكوت جنوب بغداد في ديسمبر 1915. وفي الكوت حوصر جيش الحلفاء ودُمر، وهو ما وصف فيما بعد بأنه "أسوأ هزيمة للحلفاء في الحرب العالمية الأولى". بعد هذه الهزيمة، أعاد جيش الحلفاء تنظيم صفوفه وبدأ حملة جديدة للاستيلاء على بغداد. وعلى الرغم من المقاومة العثمانية الشرسة، تم الاستيلاء على بغداد في مارس 1917 وعانى العثمانيون من المزيد من الهزائم حتى تم التوصل إلى هدنة مودروس.
وانتهت الحملة بفرض الانتداب البريطاني على بلاد الرافدين وتغيير ميزان القوى بعد طرد العثمانيين من المنطقة. ففي تركيا، أصرت عناصر من آخر برلمان عثماني أن أجزاء من العراق الحديث مثل الموصل تركية، مما أدى إلى احتلال الحلفاء لأسطنبول. وفي وقت لاحق، فشل الانتداب البريطاني على بلاد الرافدين حيث اندلعت ثورة عراقية واسعة النطاق غذتها السخط على الإدارة البريطانية في عام 1920، مما أدى إلى عقد مؤتمر القاهرة في عام 1921. وهناك، تقرر إنشاء مملكة هاشمية تحت نفوذ بريطاني كبير في المنطقة مع فيصل كأول ملك لها.

## الخلفية التاريخية

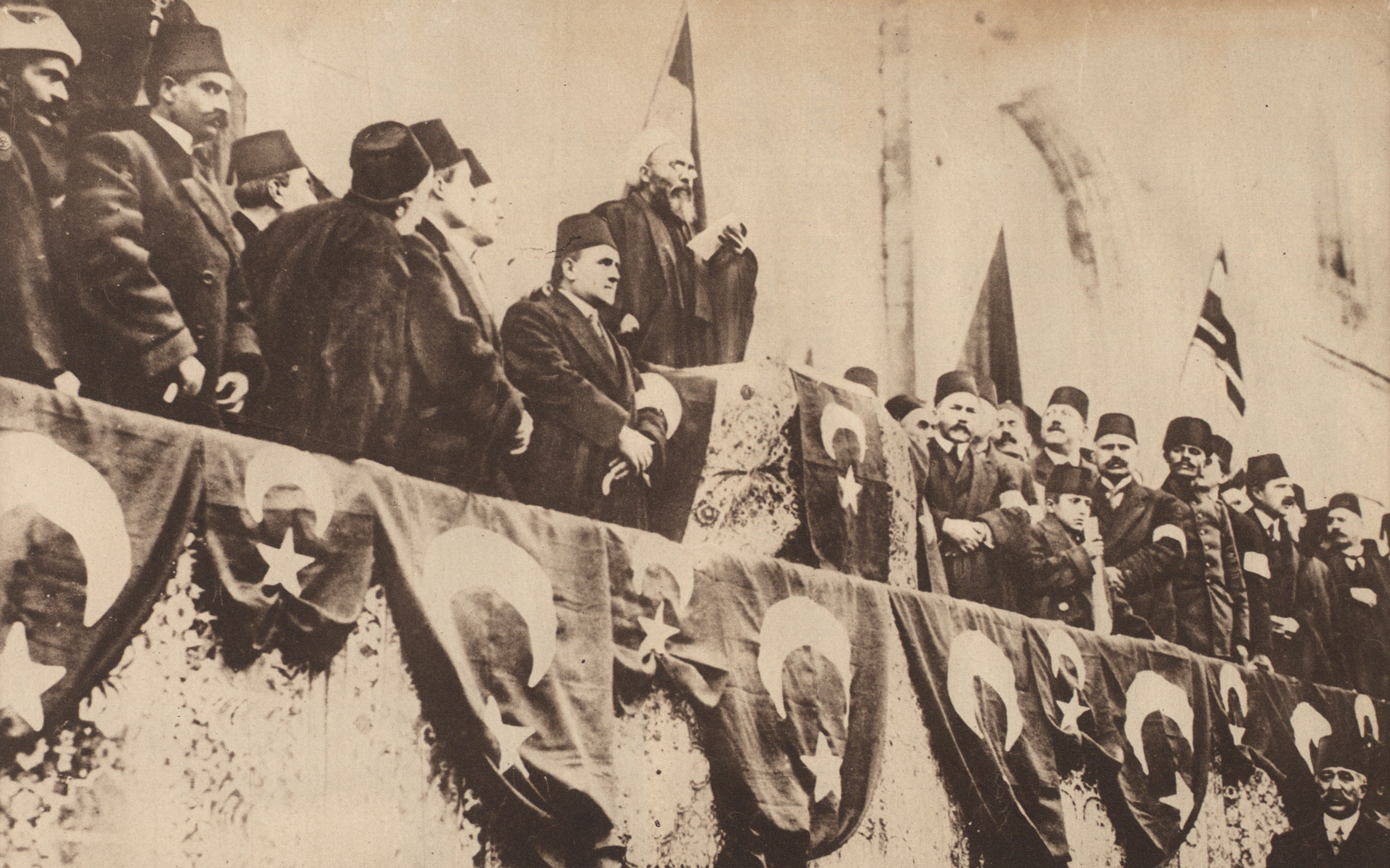
شيخ الإسلام في إسطنبول يعلن الجهاد "ضد أعداء الإسلام" (قوات الحلفاء) بتاريخ 31 ديسمبر 1914.

قبل دخول العثمانيين الحرب العالمية الأولى، حصل البريطانيون على حقوق حصرية في حقول النفط في جنوب غرب بلاد فارس (إيران الحديثة)، والعديد منها في عربستان، تحت سلطة شركة النفط الإنجليزية الفارسية. كانت بلاد فارس قد قُسِّمَت سابقًا من قبل الإمبراطوريتين البريطانية والروسية إلى مناطق نفوذ في عام 1907، مع خضوع حقول النفط هذه للنفوذ البريطاني. كان خط أنابيب النفط لنقل النفط الفارسي يمتد على طول نهر الكارون إلى مجرى شط العرب المائي، مع وجود مصافي تكرير متمركزة في جزيرة عبادان في المنطقة. ومع ذلك، كان جزء كبير من شط العرب يتدفق أيضًا عبر بلاد ما بين النهرين المملوكة للعثمانيين، مما جعل خط الأنابيب هذا عرضة للغزو. كان النفط في هذه المنطقة حيوياً بالنسبة لخط السفن الحربية البريطانية الجديد الذي يعمل بالنفط، فضلاً عن التولوين لإنتاج المتفجرات. وبالإضافة إلى النفط، أرادت بريطانيا الاحتفاظ بهيمنتها على الخليج العربي، وإظهار دعمها للعرب المحليين، وإظهار قوتها للعثمانيين، حيث صرح السير إدموند بارو، السكرتير العسكري للمكتب الهند، "ظاهرياً لحماية المنشآت النفطية ولكن في الواقع لإخطار الأتراك بأننا جادون في عملنا وللعرب بأننا مستعدون لدعمهم". بالإضافة إلى هذه العوامل، كان النفوذ الألماني المتزايد في المنطقة الناجم عن إنشاء خط سكة حديد برلين-بغداد مصدر قلق بالنسبة للندن. أما بالنسبة للأتراك، فلم يتمكنوا من السيطرة الكاملة على بلاد ما بين النهرين وانخرطوا باستمرار في نزاعات حدودية مع بلاد فارس المجاورة. لذلك، كانت السياسة المحلية تقرر إلى حد كبير من قبل القبائل العربية المحلية. في وقت لاحق في 14 نوفمبر 1914، أعلنت الحكومة العثمانية حربًا مقدسة، أطلق عليها اسم الجهاد ضد أعداء الإسلام باستثناء القوى المركزية، التي أقنعت بعض العرب العثمانيين بالبقاء موالين للدولة العثمانية ومحاربة قوى الحلفاء. وشمل ذلك بشكل خاص بعض المسلمين الشيعة، وهي مجموعة مضطهدة سابقًا داخل الدولة.
نصت اتفاقية عام 1912 بين الدوائر العسكرية الهندية والبريطانية على أنه في حالة اندلاع حرب في الخليج الفارسي أو بلاد ما بين النهرين، فسيكون من مسؤولية الجيش الهندي شن حملة في المنطقة. ولكن الخليج لم يكن يشكل أولوية بالنسبة للندن، إذ كانت قناة السويس والجبهة الغربية تعتبران أكثر أهمية، في حين خططت دلهي لحملة هجومية للاستيلاء على بغداد. في 29 أكتوبر 1914، قصفت السفن الحربية العثمانية بقيادة الأدميرال الألماني فيلهلم سوتشون العديد من الموانئ الروسية على البحر الأسود، مما دفع روسيا إلى إعلان الحرب في 2 نوفمبر 1914، ثم حذت بريطانيا وفرنسا حذوها في 5 نوفمبر. مع دخول الإمبراطورية العثمانية الآن في حرب مع حلفاء الحرب العالمية الأولى، شملت أولوياتها حملة القوقاز ضد روسيا، حيث أرسل وزير الحرب العثماني أنور باشا الفرقة 37 ومقر الفيلق الثالث عشر إلى هذا المسرح لدعم الجيش الثالث. تم نشر الفيلق الثاني عشر بالكامل في حملة سيناء وفلسطين. تم إرسال مقر الجيش الرابع إلى سوريا، ليحل محل مقر الجيش الثاني، الذي تم إرساله إلى إسطنبول. وفي مكان الجيش الرابع كانت "قيادة منطقة العراق" مع الفرقة 38 فقط تحت قيادتها. كان هذا القسم بقيادة المقدم سليمان العسكري. تضمنت الخطة العملياتية البريطانية إنزال القوات في شط العرب وشن حملة دفاعية إلى حد كبير. تم تكليف الفرقة السادسة (بونا) المعززة من جيش الهند البريطاني بهذه المهمة، والتي تم تسميتها بقوة المشاة الهندية (IEFD) وتمركزت في البحرين تحسبًا للغزو. خطط الحلفاء في الأصل للاستيلاء على جزيرة عبادان التي يسيطر عليها الفرس، لكن الخوف من إثارة حرب مع بلاد فارس أدى إلى التخطيط لعمليات إنزال في الفاو بدلاً من ذلك.

## العمليات الحربية

### 1914

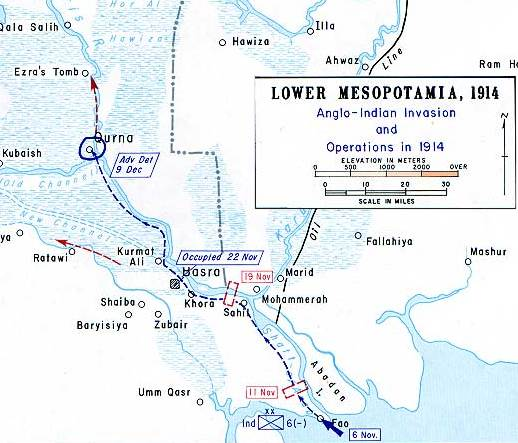
الهجوم البريطاني الأولي في 1914

في 6 نوفمبر 1914، بدأ العمل الهجومي البريطاني بقصف بحري للحصن القديم في الفاو، الواقع عند نقطة التقاء شط العرب بالخليج العربي. عند إنزال الفاو، واجهت قوة المشاة الهندية البريطانية، التي تضم الفرقة السادسة (بونا) بقيادة الفريق آرثر باريت مع السير بيرسي كوكس كضابط سياسي، 350 جنديًا عثمانيًا و4 مدافع. بعد اشتباك قصير، اجتاح الحصن، مما أسفر عن مقتل العديد من قوات العدو. بحلول منتصف نوفمبر، كانت فرقة بونا على الشاطئ بالكامل وبدأت في التحرك نحو مدينة البصرة.
في الشهر نفسه، ساهم حاكم الكويت الشيخ مبارك الصباح في جهود الحلفاء الحربية بإرسال قوات لمهاجمة القوات العثمانية في أم قصر وصفوان وبوبيان والبصرة. وفي المقابل، اعترفت الحكومة البريطانية بالكويت باعتبارها "حكومة مستقلة تحت الحماية البريطانية". لا يوجد تقرير عن الحجم الدقيق وطبيعة هجوم مبارك، على الرغم من انسحاب القوات العثمانية من تلك المواقع بعد أسابيع. سرعان ما أزال مبارك الرمز العثماني من العلم الكويتي واستبدله بـ "الكويت" المكتوبة بالخط العربي. ساعدت مشاركة مبارك ومغامراته السابقة في عرقلة استكمال سكة حديد بغداد البريطانيين في حماية الخليج العربي من خلال منع التعزيزات العثمانية والألمانية.
في الثاني والعشرين من نوفمبر/تشرين الثاني، احتل البريطانيون مدينة البصرة بعد قتال قصير مع جنود قيادة منطقة العراق بقيادة صبحي بك، حاكم البصرة. تخلت القوات العثمانية عن البصرة وتراجعت باتجاه النهر. وبعد إرساء النظام في المدينة، واصلت القوات الإنجليزية تقدمها، وفي معركة القرنة نجحت في أسر صبحي بك و1000 من قواته. وضع هذا البريطانيين في موقف قوي للغاية، مما ضمن حماية البصرة وحقول النفط من أي تقدم عثماني. كان الجيش العثماني الرئيسي، تحت القيادة العامة لخليل باشا، يقع على بعد 275 ميلاً إلى الشمال الغربي حول بغداد. ولم يبذلوا سوى جهود ضعيفة لطرد البريطانيين.

### 1915
في الثاني من يناير، تولى سليمان العسكري بك منصب قائد منطقة العراق. ومع إعطاء الأولوية لغاليبولي والقوقاز وفلسطين، لم يكن لدى الجيش العثماني سوى القليل من الموارد للتحرك إلى بلاد الرافدين. أرسل سليمان عسكري بك رسائل إلى شيوخ العرب في محاولة لتنظيمهم للقتال ضد البريطانيين. كان يريد استعادة منطقة شط العرب بأي ثمن.
في وقت مبكر من صباح يوم 12 أبريل، هاجم سليمان عسكري المعسكر البريطاني في الشعيبة فيما أصبح يُعرف بمعركة الشعيبة. كان لديه حوالي 4000 جندي نظامي وحوالي 14000 جندي غير نظامي عربي قدمهم شيوخ العرب. وعلى الرغم من عدم فعالية القوات غير النظامية، شن المشاة العثمانيون سلسلة من الهجمات المتواصلة على المعسكر البريطاني المحصن وحاولوا لاحقًا تجاوزه. وعندما شن سلاح الفرسان والمشاة البريطانيون هجومًا مضادًا على القوات الدفاعية، سحب سليمان عسكري قواته. في اليوم التالي هاجم البريطانيون مواقعه الدفاعية. كانت معركة مشاة شرسة تغلب فيها المشاة البريطانيون على المقاومة العثمانية القوية. بلغ عدد الخسائر العثمانية 2400 رجل قتلوا أو جُرحوا أو أُسروا، بالإضافة إلى قطعتي مدفعية ميدانية. انتهى الانسحاب على بعد 120 كيلو متر على طول النهر. أصيب سليمان العسكري بجروج  في الشعيبة وأصابته خيبة أمل واكتئاب، فأطلق النار على نفسه في المستشفى في بغداد. وفي مكانه عُين العقيد نور الدين قائدًا لقيادة منطقة العراق في 20 أبريل 1915. كان نور الدين أحد الضباط القلائل الذين وصلوا إلى القيادة العليا دون الاستفادة من تعليم كلية الأركان. ومع ذلك، كان لديه خبرة قتالية واسعة.
وبسبب النجاح غير المتوقع أعادت القيادة البريطانية النظر في خطتها وأُرسل الجنرال السير جون نيكسون في أبريل 1915 لتولي القيادة. وأمر تشارلز تونشيند بالتقدم إلى الكوت أو حتى بغداد إذا أمكن. وتقدم تاونسند وجيشه الصغير على طول نهر دجلة. وهزموا العديد من القوات العثمانية المرسلة لوقفه. وفي يوليو 1915، استولت قوة بقيادة جي إف جورينج على مدينة الناصرية، واستولت على أكبر مستودع إمداد للأتراك في جنوب بلاد الرافدين. وعلى الرغم من صعوبة الحفاظ على تقدمه لوجستيًا، إلا أنه استمر.
في أواخر سبتمبر 1915، وفي خضم الهزيمة الأخيرة التي لحقت بصربيا ودخول بلغاريا في الحرب والمخاوف بشأن المحاولات الألمانية لتحريض الجهاد في بلاد فارس وأفغانستان، شجع إدوارد غراي (وزير الخارجية) وغيره من الساسة على التقدم لمسافة 100 ميل أخرى نحو بغداد. ورأى رئيس لجنة الدراسات العليا البريطانية أرشيبالد موراي أن هذا غير حكيم من الناحية اللوجستية، لكن هربرت كتشنر نصح لجنة الدردنيل (21 أكتوبر) بالاستيلاء على بغداد من أجل الحفاظ على الهيبة، ثم التخلي عنها.
كان أنور باشا قلقاً من احتمال سقوط بغداد. وأدرك خطأ الاستخفاف بأهمية الحملة الرافدينية. فأمر الفرقة 35 ومحمد فاضل باشا بالعودة إلى الموصل، موقعهما القديم. وأعيد تشكيل الفرقة 38. وتم إنشاء الجيش السادس في 5 أكتوبر 1915، وكان قائده الجنرال الألماني كولمار فرايهر فون در غولتس البالغ من العمر 72 عاماً. وكان فون دير جولتز مؤرخاً عسكرياً مشهوراً كتب العديد من الكتب الكلاسيكية عن العمليات العسكرية. كما أمضى سنوات عديدة يعمل كمستشار عسكري في الإمبراطورية العثمانية. ومع ذلك، كان في تراقيا يقود الجيش العثماني الأول ولن يصل إلى مسرح الحرب قريباً. وكان العقيد نور الدين القائد السابق لقيادة منطقة العراق لا يزال مسؤولاً على الأرض.
في 22 نوفمبر، خاض تاونسند ونور الدين معركة في المدائن، وهي بلدة تقع على بعد 40 كيلومتر جنوب بغداد. استمر الصراع خمسة أيام. كانت المعركة في طريق مسدود حيث انتهى الأمر بكل من العثمانيين والبريطانيين بالانسحاب من ساحة المعركة. خلص تاونسند إلى ضرورة الانسحاب الكامل. ومع ذلك، أدرك نور الدين أن البريطانيين كانوا يتراجعون وألغى انسحابه، ثم تبع البريطانيين. سحب تاونسند فرقته بشكل جيد إلى الكوت ثم توقف هناك وحصن الموقع. طارده نور الدين بقواته وحاول تطويق البريطانيين بفيلقه الثامن عشر المكون من الفرقة 45 والفرقة 51 ولواء الفرسان القبليين الثاني. تم حث القوة البريطانية المنهكة والمستنزفة على العودة إلى دفاعات الكوت. وانتهى الانسحاب في 3 ديسمبر. حاصر نور الدين البريطانيين في الكوت، وأرسل قوات أخرى إلى النهر لمنع البريطانيين من التقدم لمساعدة الحامية. 
في السابع من ديسمبر، بدأ حصار الكوت. من وجهة النظر العثمانية منع الحصار الجيش السادس من القيام بعمليات أخرى. ومن وجهة النظر البريطاني  كان الدفاع عن الكوت بدلاً من التراجع إلى البصرة، خطأً لأن الكوت كانت معزولة. يمكن الدفاع عنها، ولكن لا يمكن إعادة إمدادها. ساعد فون دير جولتز القوات العثمانية في بناء مواقع دفاعية حول الكوت. أعيد تنظيم الجيش السادس في فيلقين، الفيلق الثالث عشر والثامن عشر. أعطى نور الدين باشا القيادة لفون دير جولتز. مع إعادة التنظيم، حاصر الجيش السادس البريطانيين. صدت المواقع المحصنة الجديدة التي أقيمت أسفل النهر أي محاولة لإنقاذ تاونسند. اقترح تاونسند محاولة للخروج، لكن السير جون نيكسون رفضها في البداية؛ ومع ذلك، فقد رضخ. أنشأ نيكسون قوة إغاثة تحت قيادة الجنرال أيلمر. قام الجنرال أيلمر بثلاث محاولات رئيسية لكسر الحصار، لكن كل محاولة باءت بالفشل.

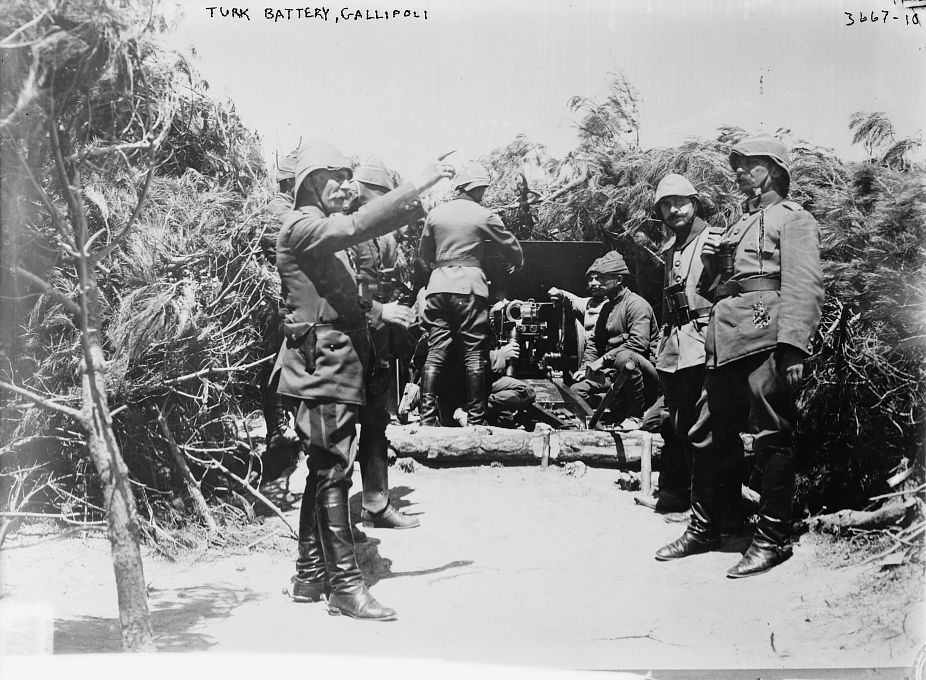
مدفعية تركية جاليبولي

### 1916
في 20 يناير، استبدل أنور باشا نور الدين باشا بالعقيد خليل باشا. لم يكن نور الدين باشا راغباً في العمل مع جنرال ألماني. أرسل برقية إلى وزارة الحربية "لقد أثبت الجيش العراقي بالفعل أنه لا يحتاج إلى المعرفة العسكرية لجولتز باشا ..." بعد الفشل الأول، تم استبدال الجنرال نيكسون بالجنرال ليك. تلقت القوات البريطانية كميات صغيرة من الإمدادات من الجو. ومع ذلك، لم تكن هذه الإمدادات كافية لإطعام الحامية. أجبر خليل باشا البريطانيين على الاختيار بين الجوع والاستسلام، رغم أنهم في غضون ذلك سيحاولون رفع الحصار. 
في الفترة ما بين يناير ومارس 1916، شن كل من تاونسند وأيلمر عدة هجمات في محاولة لرفع الحصار. وبالتتابع، وقعت الهجمات في معركة الشيخ سعد، ومعركة الوادي، ومعركة حنا، ومعركة معركة الدجيلة. لم تنجح هذه السلسلة من المحاولات البريطانية لاختراق الحصار وكانت تكاليفها باهظة. عانى كلا الجانبين من خسائر فادحة. في فبراير، استقبل الفيلق الثالث عشر فرقة المشاة الثانية كتعزيز. كان الطعام والآمال تنفد بالنسبة لتاونسند في الكوت. كان المرض ينتشر بسرعة ولا يمكن علاجه.
في 19 أبريل توفي المشير فون دير جولتز بسبب الكوليرا. وفي 24 أبريل فشلت محاولة الباخرة جولنار لإعادة إمداد المدينة عن طريق النهر. وبهذا لم يعد هناك أي سبيل أمام البريطانيين لإعادة إمداد الكوت. وبدلاً من انتظار التعزيزات، استسلم تاونسند في 29 أبريل 1916. وأصبحت القوة المتبقية في الكوت والتي بلغ تعدادها 13164 جنديًا أسرى لدى العثمانيين.
اعتبر البريطانيون خسارة الكوت هزيمة مذلة. فقد مرت سنوات عديدة منذ استسلمت مثل هذه المجموعة الضخمة من جنود الجيش البريطاني للعدو. كما جاءت هذه الخسارة بعد أربعة أشهر فقط من هزيمة البريطانيين في معركة جاليبولي. وتم عزل جميع القادة البريطانيين تقريبًا الذين شاركوا في المحاولات الفاشلة لإنقاذ تاونسند من القيادة. وأثبت العثمانيون أنهم بارعون في الحفاظ على المواقع الدفاعية ضد القوات المتفوقة.
رفض البريطانيون السماح للهزيمة في الكوت بالاستمرار. وأمر الساسة في لجنة الحرب (18 سبتمبر) بمحاولات أخرى للتقدم في بلاد ما بين النهرين، بما في ذلك كرزون وتشامبرلين، الذين زعموا أنه لن يكون هناك توفير صافٍ في القوات إذا شجعت سياسة سلبية في الشرق الأوسط الاضطرابات الإسلامية في الهند وبلاد فارس وأفغانستان، وعلى الرغم من معارضة رئيس هيئة الأركان العامة وليام روبرتسون،
كانت المشكلة الرئيسية التي واجهت البريطانيين هي الافتقار إلى البنية التحتية اللوجستية. فعندما تصل السفن إلى البصرة، كان لا بد من تفريغها بواسطة قوارب صغيرة ثم تفريغ حمولتها التي كانت تُخزن بعد ذلك في مستودعات، والتي لم يكن عددها كافياً في البصرة. وكثيراً ما كانت السفن تنتظر تفريغ حمولتها لأيام. ثم كان لا بد من إرسال الإمدادات شمالاً على طول النهر في سفن بخارية ضحلة الغطس لأن الطرق كانت شبه معدومة إلى الشمال. وعادة ما كانت كمية الإمدادات المرسلة شمالاً بالكاد تكفي لتزويد القوات الموجودة في المكان. ورفضت الحكومة الهندية خطة لبناء خط سكة حديد في عام 1915، ولكن بعد هزيمة الكوت تمت الموافقة عليها. بذل البريطانيون جهداً كبيراً لتحسين القدرة على نقل الرجال والمعدات إلى المسرح، وتزويدهم بالإمدادات. وتم تحسين ميناء البصرة بشكل كبير بحيث يمكن تفريغ السفن بسرعة. وتم بناء طرق جيدة حول البصرة. وتم إنشاء معسكرات راحة ومستودعات إمداد لاستقبال الرجال والمواد من الميناء. وتم وضع المزيد من السفن البخارية النهرية الأفضل في الخدمة لنقل الإمدادات إلى أعلى النهر. كما تم إنشاء مستشفيات جديدة لتقديم رعاية أفضل للمرضى والجرحى. ونتيجة لهذا، تمكن البريطانيون من جلب المزيد من القوات والمعدات إلى الخطوط الأمامية وتزويدهم بالإمدادات اللازمة لشن هجوم جديد.
تم منح القائد الجديد، ألجنرال مود والذي تلقى أوامر سرية من روبرتسون بعدم محاولة الاستيلاء على بغداد، تعزيزات ومعدات إضافية. وعلى مدى الأشهر الستة التالية، قام بتدريب وتنظيم جيشه. وفي الوقت نفسه، كان الجيش العثماني السادس يضعف. تلقى خليل باشا عددًا قليلًا جدًا من البدائل، وانتهى به الأمر إلى حل الفرقة 38 الضعيفة واستخدام جنودها كبدائل لفرقه الأخرى، الفرق 46 و51 و35 و52. غير روبرتسون رأيه عندما بدا أن الروس قد يتقدمون إلى الموصل، مما يزيل أي تهديد تركي لبلاد الرافدين، وأذن لمود بالهجوم في ديسمبر 1916.

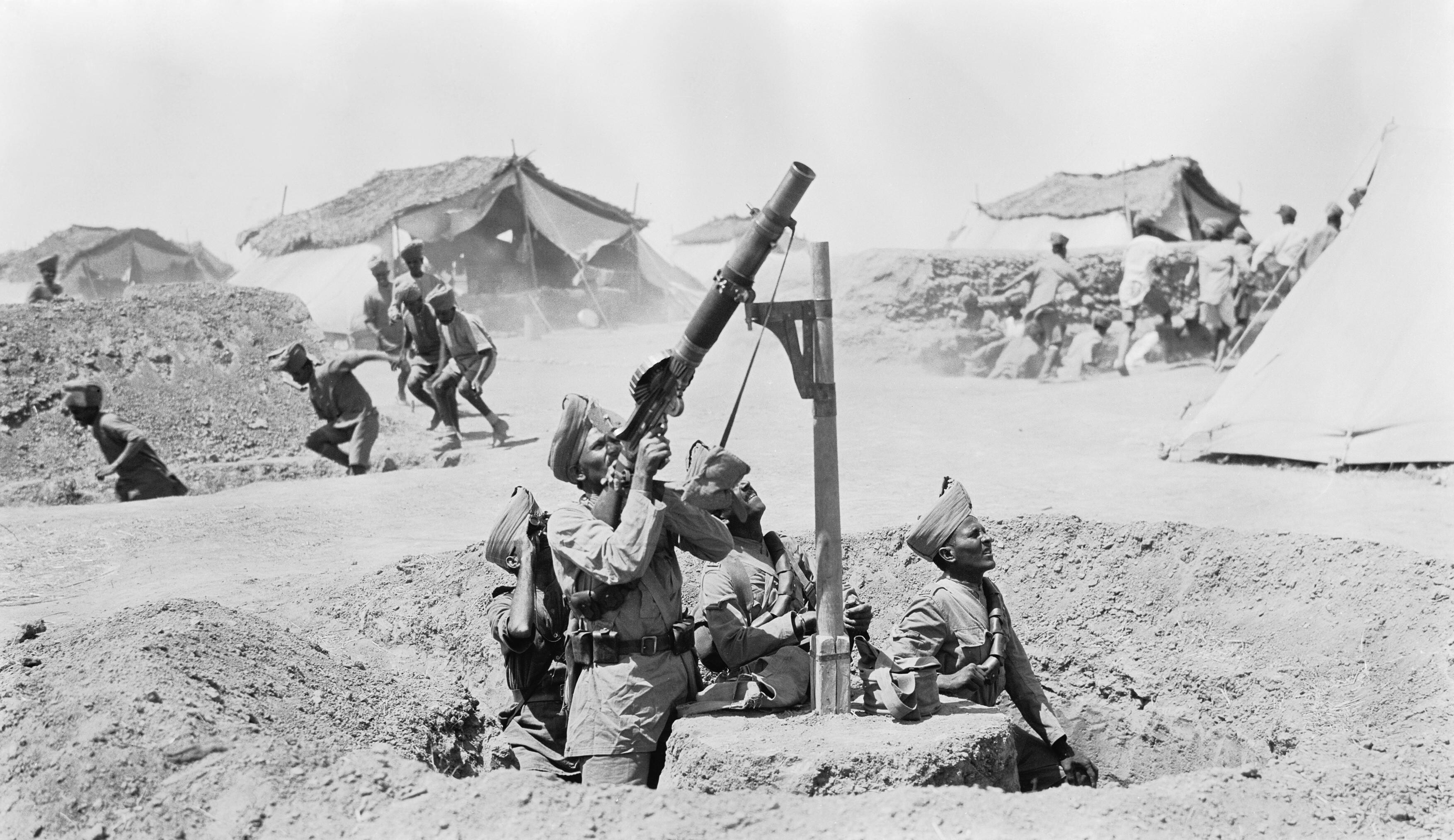
جنود هنود يستخدمون مضادات للطائرات أثناء معركة الشيخ سعد
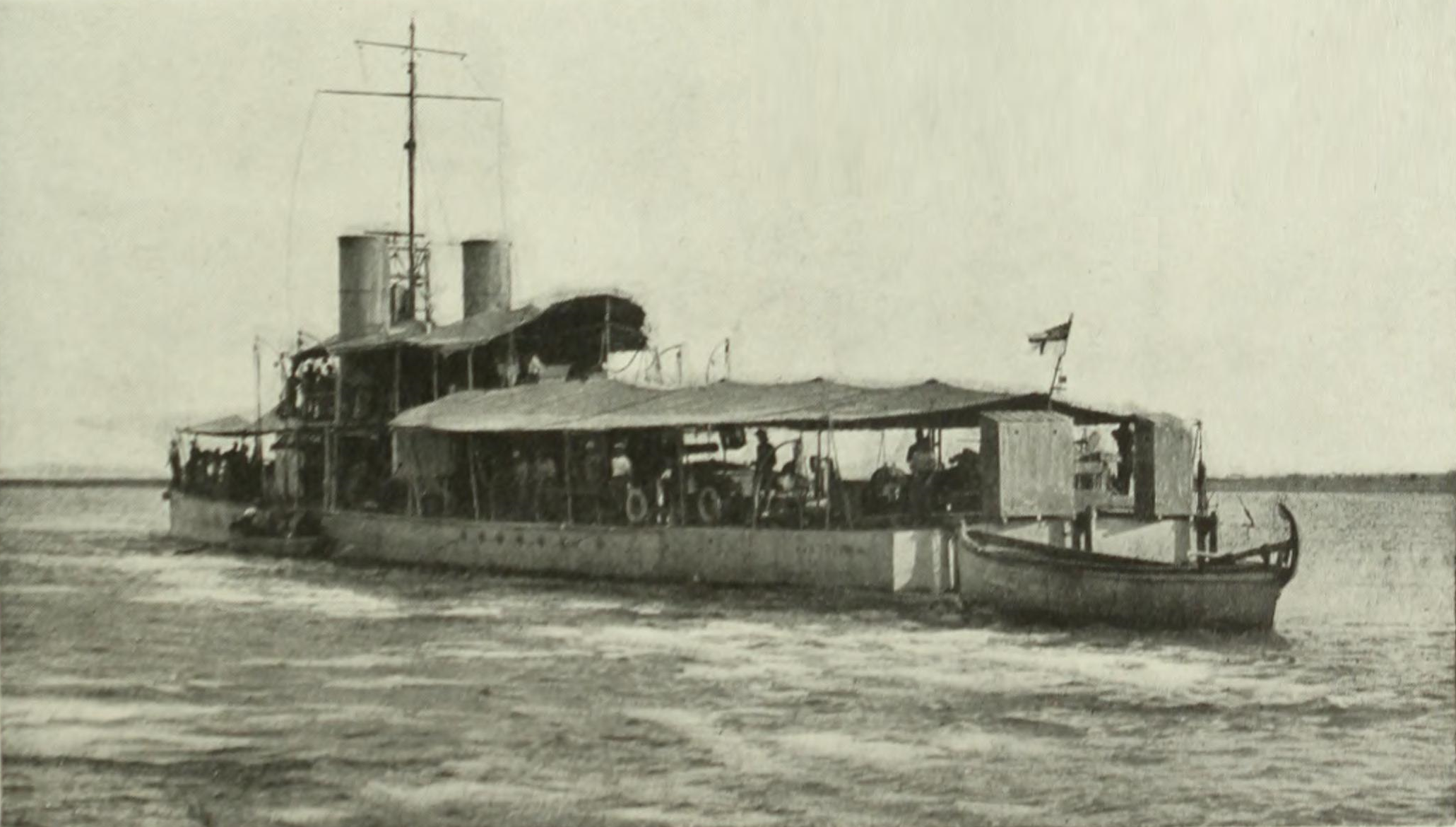
قارب حربي بريطاني على نهر دجلة
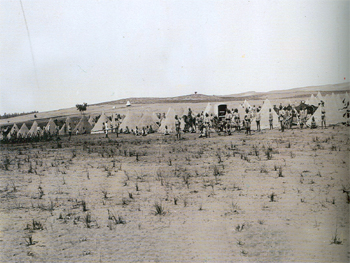
المقر الميداني للجيش العثماني السادس

### شبه جزيرة جالليبولي
(دارت هذة المعركة في شبهة جزيرة جالليبولي في تركيا من 25 أبريل 1915 وحتى 9 يناير 1916 أثناء الحرب العالمية الأولى وهي عبارة عن هجوم إنجليزي –فرنسي للأستيلاء على العاصمة أسطنبول وتأمين طريق الأمدادات إلى روسيا). ولقد أنتهت هذه المحاولة بالفشل الذريع للقوات المهاجمة وتكبد الطرفان العثماني والحلفاء خسائر فادحة.
وقام سليمان عسكري بك بأرسال خطابات إلى شيوخ العرب في محاولة منهُ لتنظيمهم لمحاربة البريطانيين، ولقد أراد أسترجاع شط العرب بأي ثمن.
في 12 أبريل هاجم سليمان عسكري بك المعسكر البريطاني في الشعيبة بقوة 3800 مقاتل، وفي الصباح الباكر هاجمت هذه القوات من الشيوخ العرب ولم تسفر عن أي نتيجة. وتوقف الهجوم مع أول هجمة مرتدة للخيالة البريطانية. وأنتهت العملية بمقتل 1000 جندي وأسر 400 آخريين.
انتهى الأنسحاب على بعد 75 ميل أعلى النهر عند آل حميسيا، وأصيب سليمان عسكري بك في (الشعيبة)، وفي النهاية أطلق النار على نفسهِ حزناً على الهزيمة في مشفى في البرجسية قرب البصرة.
لقد أدى الأندفاع السريع للقوات البريطانية أعلى نهر دجلة إلى تغيير توقعات بعض القبائل العربية بشأن الطرف الذي سوف ينتصر في هذا الصراع، ولقد كان هناك بالفعل بداية ثورة عربية في حملة سيناء وفلسطين العسكرية مدركين أن الجيش البريطاني أصبحت لهُ اليد الطولى في الصراع الدائر وبالتالي انضم بعض العرب إلى بريطانيا في هذهِ المنطقة، وقاموا بالأغارة على المستشفيات الحكومية وقتلوا الجنود في ولاية العمارة.
نتيجة النجاح البريطاني غير المتوقع أعادت القيادة البريطانية تقييم الخطة فقاموا بأرسال الجنرال سير جون نيكسون في أبريل 1915 لتولي القيادة. ولقد أمر تشارليز تاونسند للتقدم نحو بلدة الكوت بل وحتى إلى بغداد إذا تمكن من ذلك.
تقدم تشارليز بجيشه الصغير إلى أعلى نهر دجلة، ونجح في تحقيق عدة انتصارات على عدد من أرتال الجيوش العثمانية التي أرسلت أليه لوقف تقدمه، وأزداد قلق ناظر الحربية العثماني أنور باشا من احتمال سقوط بغداد. فقام بأرسال جنرال ألماني عمرهُ 75 عاماً Colmar von der Goltz لتسلم القيادة العامة للقوات، ولقد كان هذا الجنرال مؤرخ تاريخ حربي وقد ألف العديد من الكتب العسكرية الكلاسيكية وأمضى سنوات طويلة كمستشار عسكري في الامبراطورية العثمانية في حين ارسل العميد نور الدين ليكون القائد في الميدان.
وفي 22 نوفمبر تمت المواجهة بين الجيش العثماني أمام خصمهِ البريطاني في معركةالمدائن أو سلمان باك (Battle of Ctesiphon) وهي مدينة على بعد 25 ميل جنوب بغداد. وأستمرت المعركة لمدة خمسة أيام، ولم تكن معركة موفقة للطرفين حيث أنتهت بانسحاب كلا الجيشين من الميدان وأدرك الجنرال تاونسند Townshend ضرورة الأنسحاب الكامل من المعركة وسحب فرقتهِ بطريقة منظمة إلى إمارة الكوت وأستقر هناك وتحصن بها ولكن مالبث أن لحقت بهِ الفرق 45 و38 و35 و44 العثمانية بقيادة نور الدين باشا وقوات ملحقة من القبائل العربية، وعادت القوات البريطانية المنهكة والمستنزفة إلى دفاعات إمارة الكوت. وأكتمل الأنسحاب في 3 ديسمبر وفي خلال هذة الفترة خسر الجيش البريطاني 4500 قتيل، أما نور الدين باشا فقد خسر 9500 قتيل من أصل 35000 ولقد فقدت الفرقة 45 حوالي 65% من قواتها.

### مركز قيادة الجيش السادس الميداني

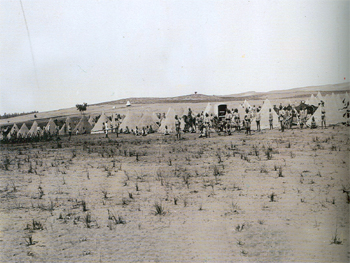
حملة بلاد الرافدين - مقر الجيش السادس الميداني

في 7 ديسمبر، بدء حصار الكوت، ومن وجهة نظر العثمانيين أدى حصار الكوت إلى منع الجيش السادس من أداء أي عمليات أخرى. ومن وجهة نظر الجيش البريطاني فإن الدفاع عن الكوت والأجبار على التراجع إلى ولاية البصرة كان خاطئاً حيث أن الكوت كانت معزولة. ويمكن الدفاع عنها ولكن يصعب أمدادها.
لقد ساعد الجنرال الألماني كولتز القوات العثمانية على بناء مواقع دفاعية حول الكوت، ثم أعادة تنظيم الجيش السادس إلى فيلقين الفيلق ال13 والفيلق 18. وقام نور الدين باشا بأصدار أوامره بأعادة تنظيم دفاعات الجيش السادس الذي يحاصر الجيش البريطاني، فتم بناء مواقع دفاعية جديدة أسفل نهر دجلة منعت أي محاولة لأنقاذ الجنرال تاوزند، وأقترح الجنرال تاونسند محاولة لكسر الحصار ولكن هذهِ الخطة رفضت من قبل السير جون نيكسون John Nixon، ولكنه بعد فترة قبل الأقتراح. وأسس نيكسون تحت قيادة الجنرال ايلمر Aylmer قوة أنقاذ. وأستخدم الجنرال ايلمر هذهِ القوة في ثلاث محاولات كبيرة لكسر الحصار العثماني ولكن كل هذهِ المحاولات باءت بالفشل.

### 1916
وفي 20 يناير، قام ناظر الحربية أنور باشا بأستبدال نور الدين باشا بالعقيد خليل بيك Halil Kut. لم يرد نور الدين باشا أن يعمل مع جنرال ألماني. وأرسل برقية إلى وزارة الحربية يقول فيها: «لقد أثبت الجيش العراقي بالفعل بأنهُ لا يحتاج إلى الخبرة العسكرية للجنرال كولتز باشا.» وبعد أول محاولة فاشلة تم أحلال الجنرال نيكسون بالجنرال لايك.
لقد أستخدم العقيد خليل الحصار لكسر الجيش البريطاني، ووصلت للجيش البريطاني كميات ضئيلة من الأمدادات عن طريق النقل الجوي ولكنها لم توف أحتياجات القوات البريطانية وأصبحت القوات البريطانية تواجه الأمرين أما المجاعة أو الأستسلام.
في خلال الفترة بين شهري يناير ومارس 1916، شن ايلمر مجموعة هجمات في محاولة منه لكسر الحصار وأختراق خطوط العثمانيين، وبالتتابع وقعت هذهِ الهجمات في مجموعة معارك شرسة أبتدأت بمعركة «شيخ سعد» ومعركة «وادي الفلاحات» ومعركة «الصناعيات» ومعركة «مضيق الحنة» ومعركة «الدجيلة» ومعركة «سابس»، ولقد حاولت سلسلة الهجمات هذهِ أن تكسر حصار الجيش العثماني ولكن فشل جميعها، وكانت الخسائر فادحة لكلا الطرفين. وفي شهر فبراير، تلقى الفيلق الثامن أمدادات عسكرية ممثلة في الفرقة الثانية مشاة بينما شح الطعام وتدهورت معنويات الجيش البريطاني في إمارة الكوت.
في 12 مارس 1916، قتل الفريق محمد فاضل باشا الداغستاني في معركة سابس بعد أن سقطت قنبلة مدفع على خيمته، فأصدر ناظر الحربية أنور باشا بياناً رسمياً في رثاءه وشيع بموكب عسكري مهيب وكانت جنازتهِ محمولة على عربة مدفع، يحيط بها كبار رجال الجيش ثم دفن في مقبرة الخيزران ببغداد.

في 19 أبريل توفي الفيلد مارشال الألماني كولتز بعد اصابتهِ بمرض الكوليرا وبعد هذا تكررت المحاولات البريطانية للوصول إلى المدينة عن طريق النهر بواسطة سفينة بخارية ولكنها باءت بالفشل. وفي النهاية أستسلم تاونسند في 29 أبريل 1916 ووقع 13000 جندي منهم 8000 بريطاني في أيدي الجيش العثماني أسرى.
نظر البريطانيين إلى هزيمة الكوت كهزيمة مهينة، لقد مرت سنوات عديدة منذ أن أسرت أعداد كبيرة من البريطانين في أي معركة. ومما زاد من وقع الهزيمة أنها جائت بعد أربعة أشهر فقط من هزيمة معركة جالليبولي. وعزل معظم القادة في الجيش البريطاني من القيادة والمتورطيين في فشل أنقاذ تاوزند، اما الجيش العثماني فقد تمكن من المحافظة على مواقعهِ الدفاعية ضد قوات متفوقة عسكرياً وتقنيا وعددياً.

### 1917

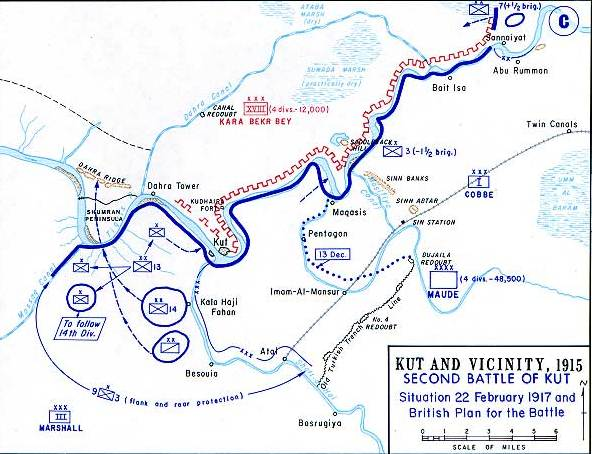
1917، جيش الجنرال مود يستولي على الكوت في 1917

بدأ هجوم مود في 13 ديسمبر 1916. تقدم البريطانيون على جانبي نهر دجلة، مما أجبر الجيش العثماني على الخروج من عدد من المواقع المحصنة على طول الطريق. كان هجوم الجنرال مود منهجيًا ومنظمًا وناجحًا. تمكن خليل باشا من تركيز معظم قواته ضد مود بالقرب من الكوت. ومع ذلك، حول مود تقدمه إلى الضفة الأخرى من نهر دجلة، متجاوزًا معظم القوات العثمانية. نجا الفيلق العثماني الثامن عشر من الدمار فقط من خلال خوض بعض عمليات الحرس الخلفي اليائسة. لقد خسر قدرًا كبيرًا من المعدات ووالإمدادات. احتل البريطانيون الكوت واستمروا في التقدم على طول نهر دجلة.
بحلول أوائل شهر مارس، كان البريطانيون على مشارف بغداد، وحاولت حامية بغداد، تحت القيادة المباشرة لحاكم ولاية بغداد خليل باشا، إيقافهم على نهر ديالى. تفوق الجنرال مود على القوات العثمانية، ودمر فوجًا عثمانياً واستولى على المواقع الدفاعية العثمانية. تراجع خليل باشا في حالة من الفوضى خارج المدينة. في 11 مارس 1917، دخل البريطانيون بغداد. لعب جيش الهند البريطاني دورًا مهمًا في الاستيلاء على بغداد. وسط ارتباك التراجع، تم أسر جزء كبير من الجيش العثماني (حوالي 15000 جندي). بعد أسبوع من سقوط المدينة، أصدر الجنرال مود بيان بغداد والذي أحتوى على العبارة الشهيرة «لم تأتي جيوشنا إلى مدينتكم وأرضكم كغزاة أو أعداء ولكن كمحررين».
سحب خليل باشا جيشه السادس المنهك إلى النهر وأقام مقره في الموصل. كان لديه حوالي 30.000 جندي إجمالي لمواجهة مود. في أبريل، استقبل فرقة المشاة الثانية، لكن الموقف الاستراتيجي العثماني كان سيئاً بشكل عام في ربيع عام 1917. بعد الاستيلاء على بغداد، أوقف مود تقدمه. شعر أن خطوط إمداده كانت طويلة جدًا، وكانت الظروف في الصيف تجعل الحملة صعبة وقد حُرم من التعزيزات التي أعتقد أن يحتاجها.
توفي الجنرال مود بسبب الكوليرا في 18 نوفمبر. تم استبداله بالجنرال ويليام مارشال الذي أوقف العمليات لفصل الشتاء.

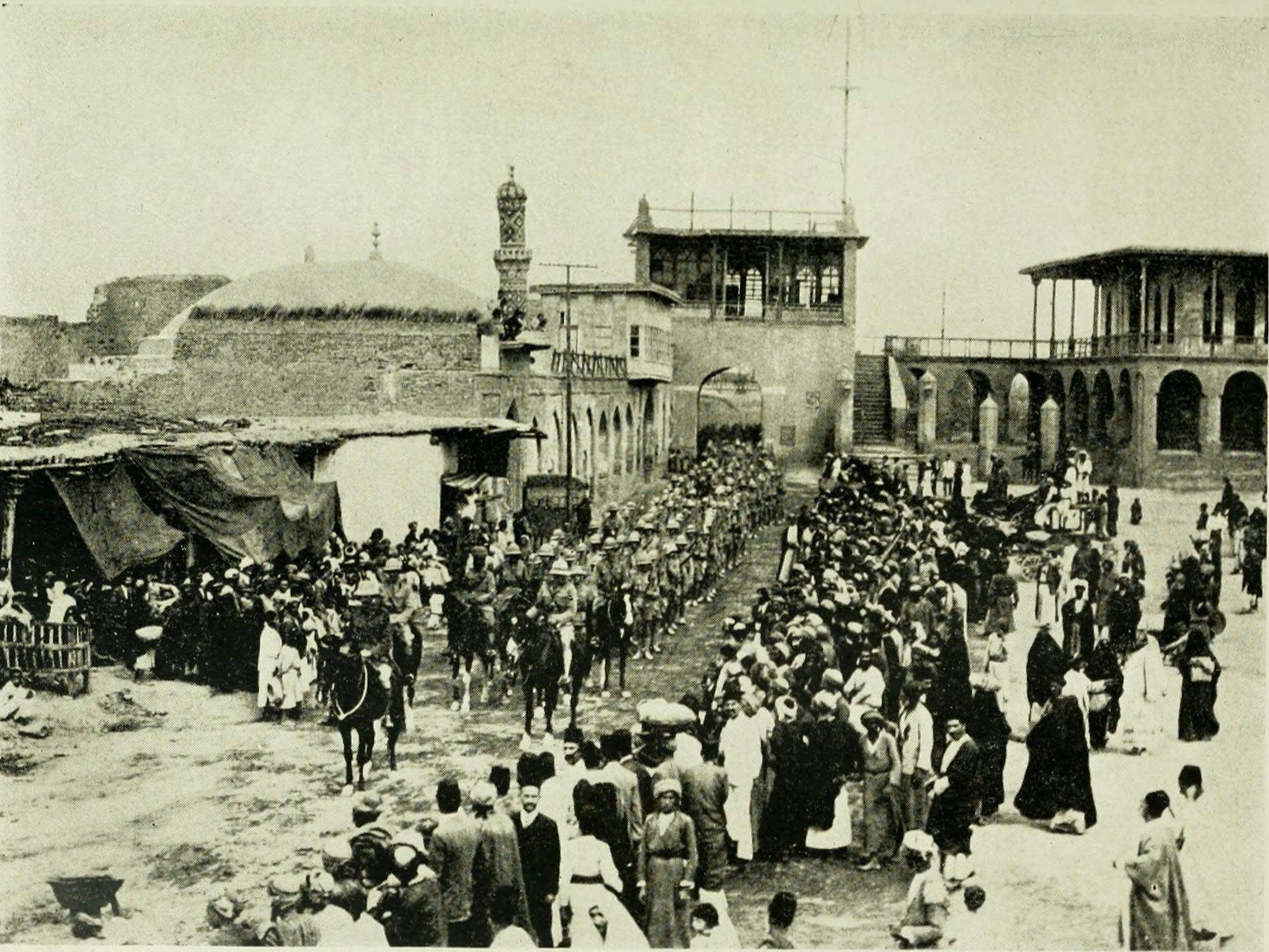
القوات البريطانية تدخل بغداد. مارس 1917.
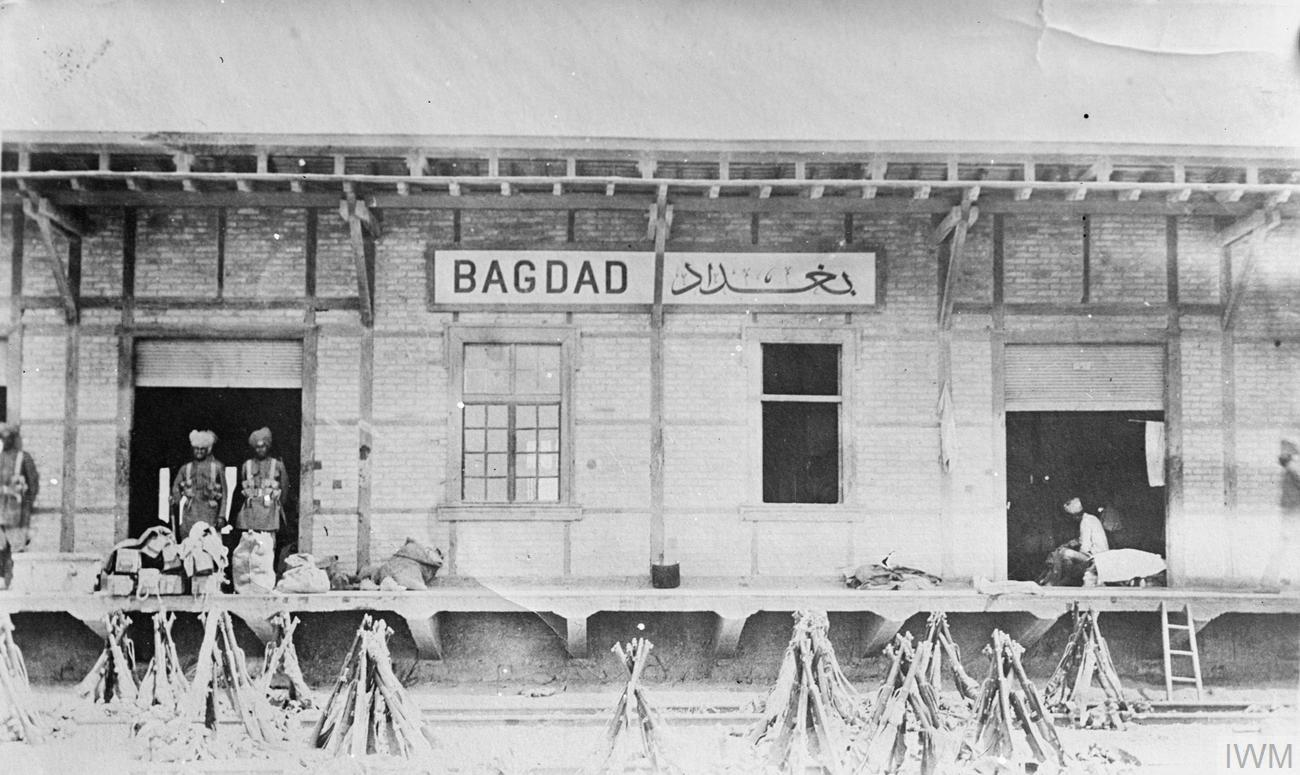
قوات هندية تحرس محطة سكة حديد بغداد.
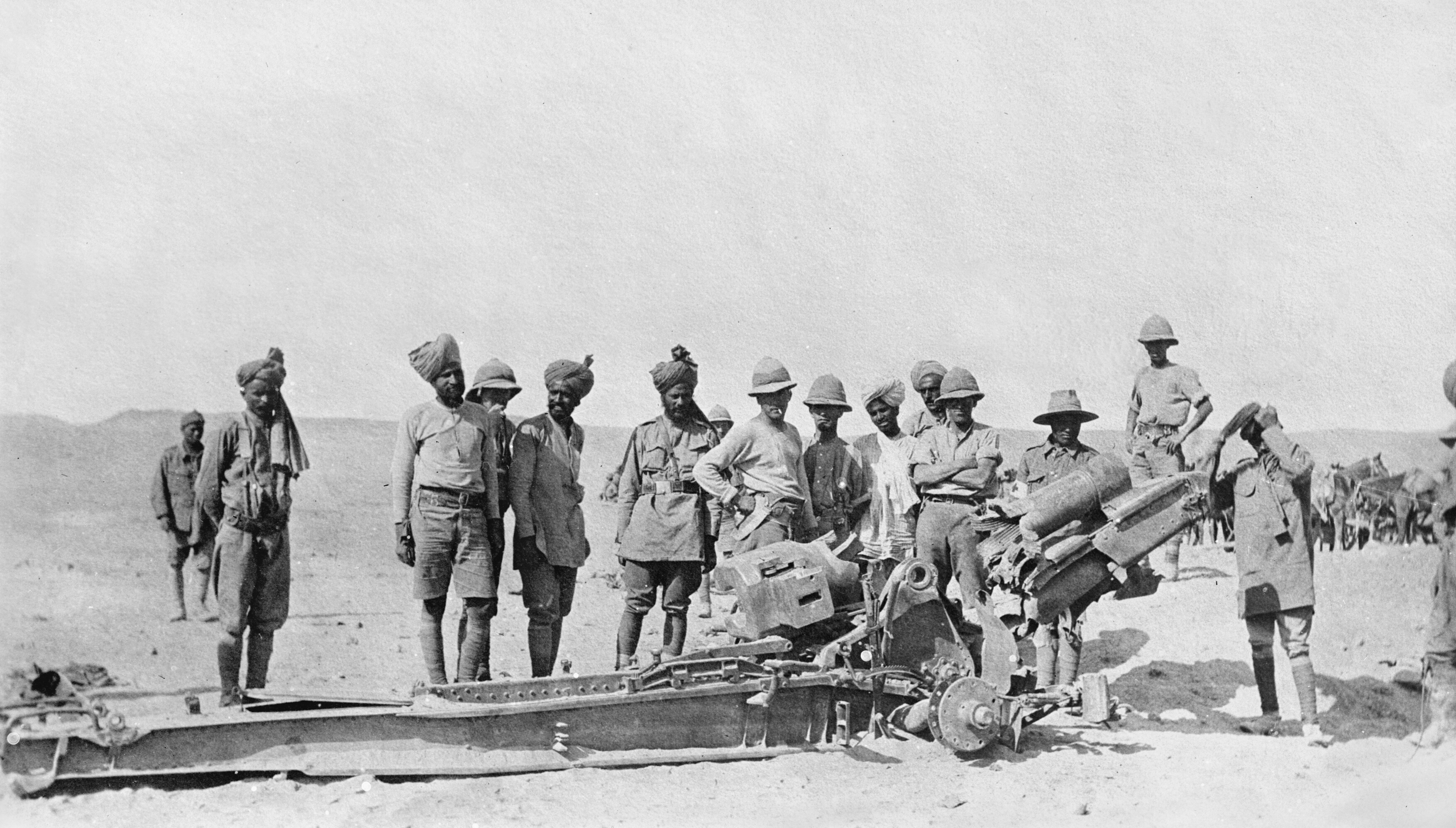
قوات بريطانية وهندية تفحص مدفعية تركية مدمرة.
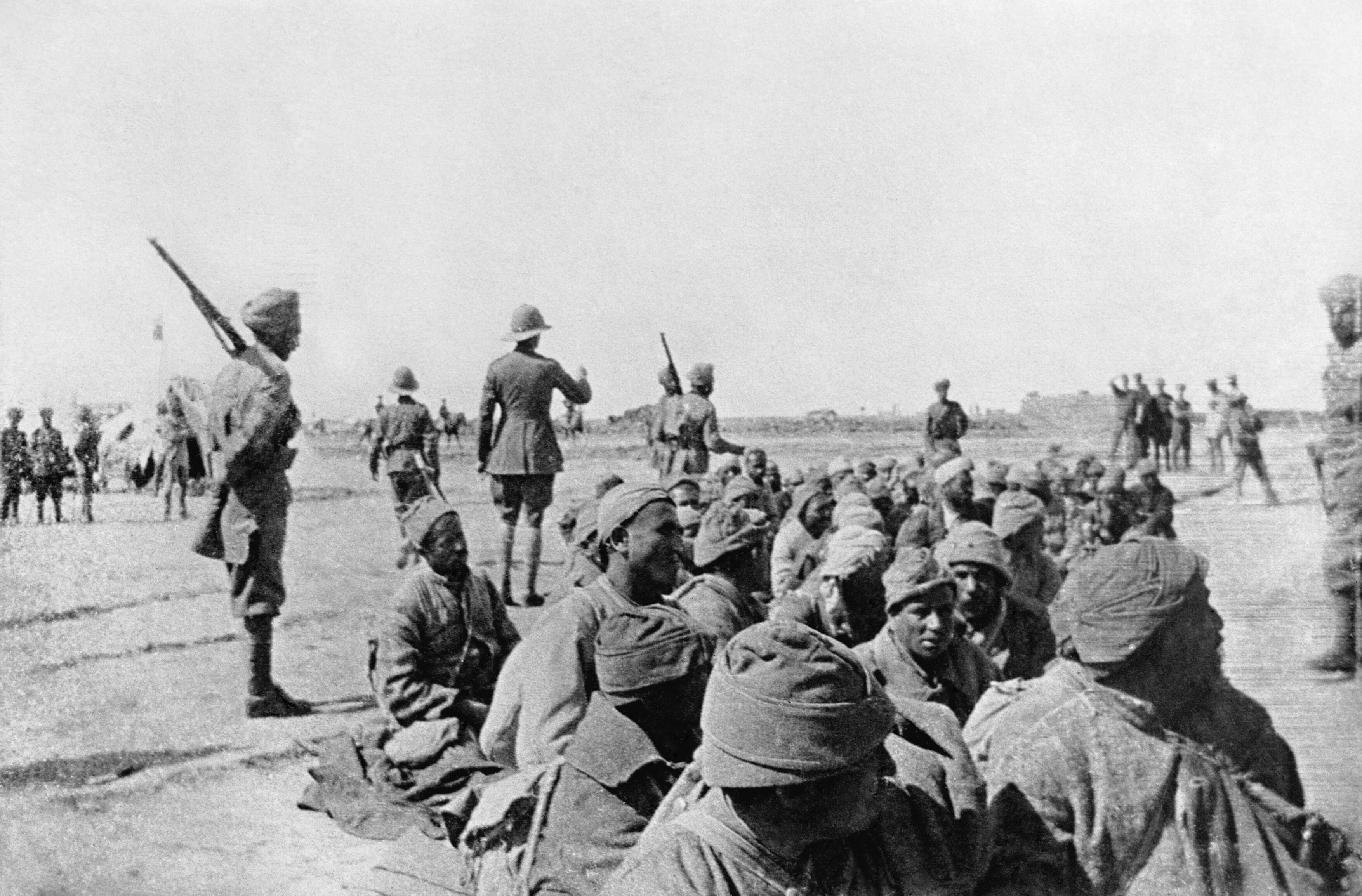
القوات الهندية تحرس السجناء الأتراك الذين تم أسرهم في الصناعيات، 24 فبراير 1917.
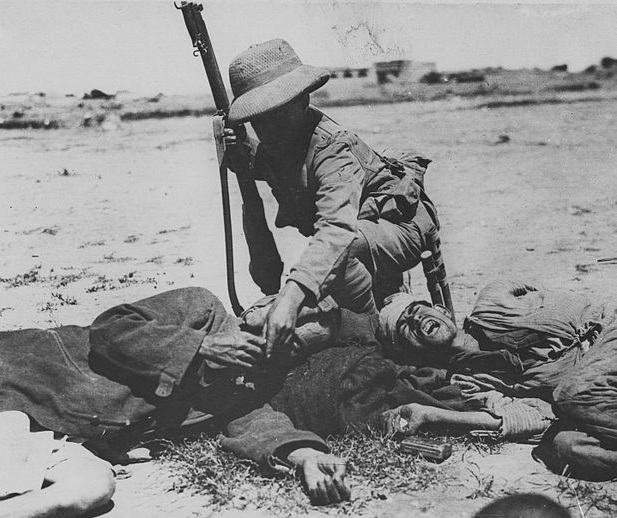
جندي بريطاني يطعم جنديا تركياً جائعاً.

### 2018
استأنف البريطانيون هجومهم في أواخر فبراير 1918، واستولوا على هيت وخان البغدادي في مارس، وكفري في أبريل. في مارس 1918، واجهت بريطانيا انتفاضة من قبل منظمة متمردة تسمى جمعية النهضة الإسلامية في النجف، وحاصرت المدينة حتى مايو، عندما استسلم المتمردون. كان على البريطانيين لبقية عام 1918 نقل القوات إلى حملة سيناء وفلسطين لدعم معركة مجدو. نقل الجنرال مارشال بعض القوات شرقًا لدعم عمليات الجنرال ليونيل دنسترفيل في بلاد فارس خلال صيف عام 1918. كان جيشه القوي للغاية "غير نشط بشكل مدهش، ليس فقط في الموسم الحار ولكن خلال معظم البرد". لم يعد القتال في بلاد الرافدين مرغوبا فيه.
بدأت مفاوضات شروط الهدنة بين الحلفاء والإمبراطورية العثمانية مع مطلع شهر أكتوبر. واتباعًا لتعليمات وزارة الحرب التي تقضي ببذل كل جهد ممكن لإحراز أكبر قدر ممكن من الأهداف على نهر دجلة قبل انطلاق صفارة النهاية،[45] شن الجنرال مارشال هجومه للمرة الأخيرة. وفي 23 أكتوبر 1918، قاد الجنرال ألكسندر كوبي قوة بريطانية من بغداد. وفي غضون يومين قطعت القوة مسافة 120 كيلومترًا، ووصلت إلى نهر الزاب الصغير، حيث التقت واشتبكت مع جيش إسماعيل حقي بك السادس، الذي تم أسر معظمه في معركة الشرقاط.

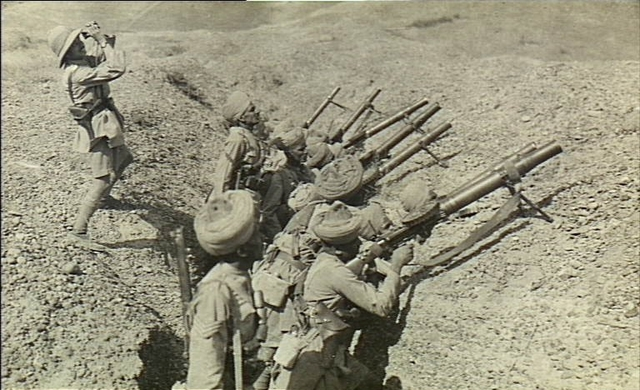
القوات الهندية تستعد لإطلاق النار على طائرات العدو باستخدام سلاح لويس..
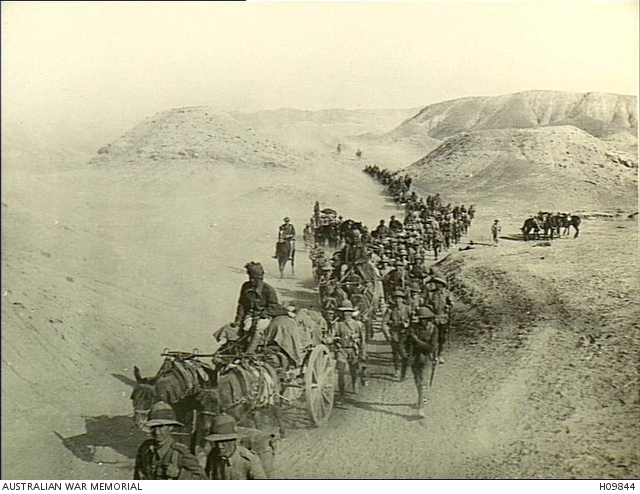
القوات البريطانية والهندية تعبر ممر جبل حمرين.
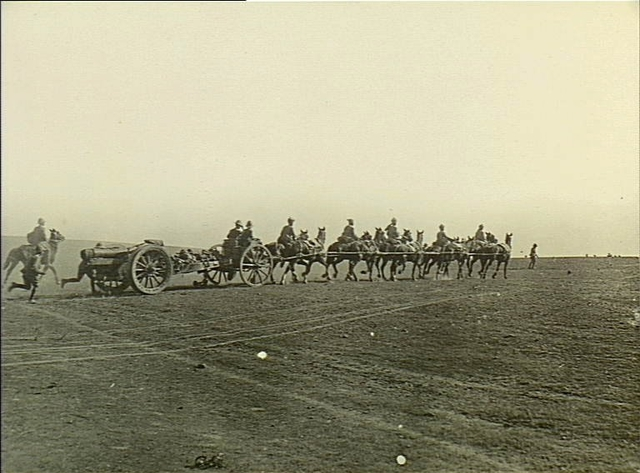
الوصول إلى نهر الزاب الصغير، 120 كيلومتر في يومين.

### هدنة مودروس
في 30 أكتوبر 1918، تم توقيع هدنة مودروس وقبل الطرفان مواقفهما الحالية. قبل الجنرال مارشال استسلام خليل باشا والجيش العثماني السادس في نفس اليوم، لكن كوبي لم يتمسك بموقفه الحالي كما تقتضي الهدنة، واستمر في التقدم نحو الموصل في مواجهة الاحتجاجات التركية. سارت القوات البريطانية دون معارضة إلى المدينة في 14 نوفمبر 1918. أصبحت ملكية ولاية الموصل وحقول النفط الغنية فيها قضية دولية.
انتهت الحرب في بلاد الرافدين في 14 نوفمبر 1918. كان ذلك بعد 15 يومًا من الهدنة ويوم واحد بعد احتلال إسطنبول.

القادة
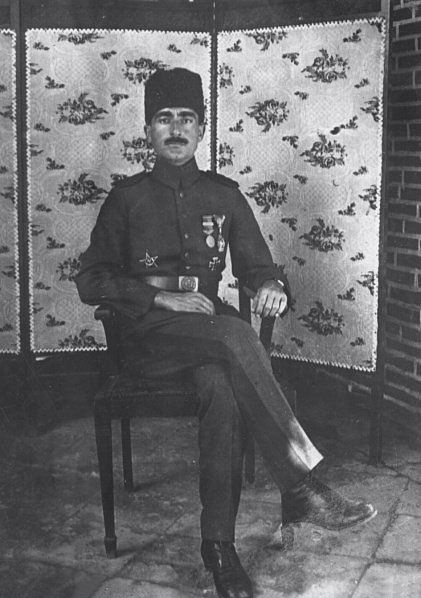
ميرليفا خليل كوت
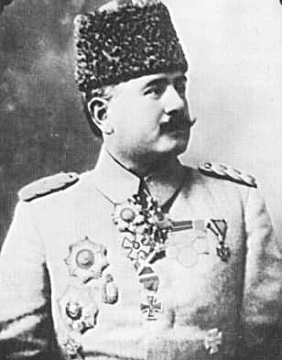
ميرليفا كاظم قرة بكر
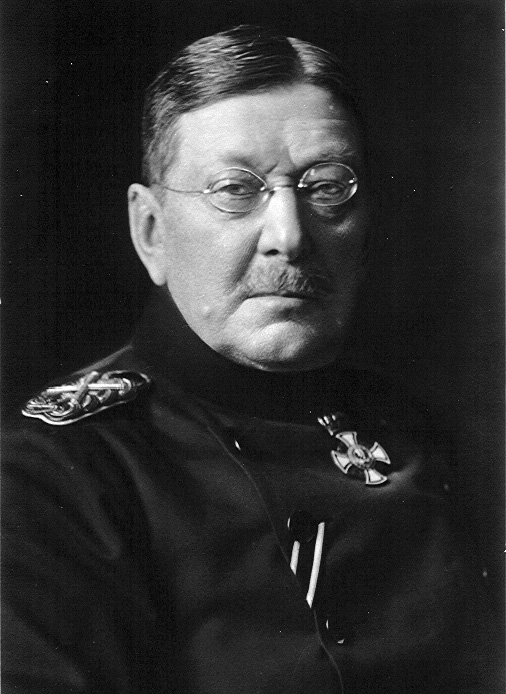
مشير كولمار فرايهر فون در غولتس
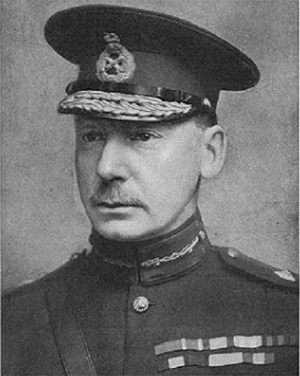
تشارلز تونشيند
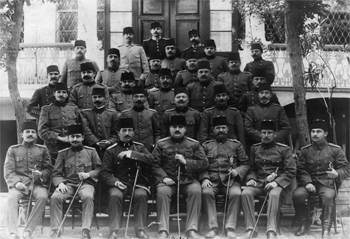
هيئة أركان الجيش السادس
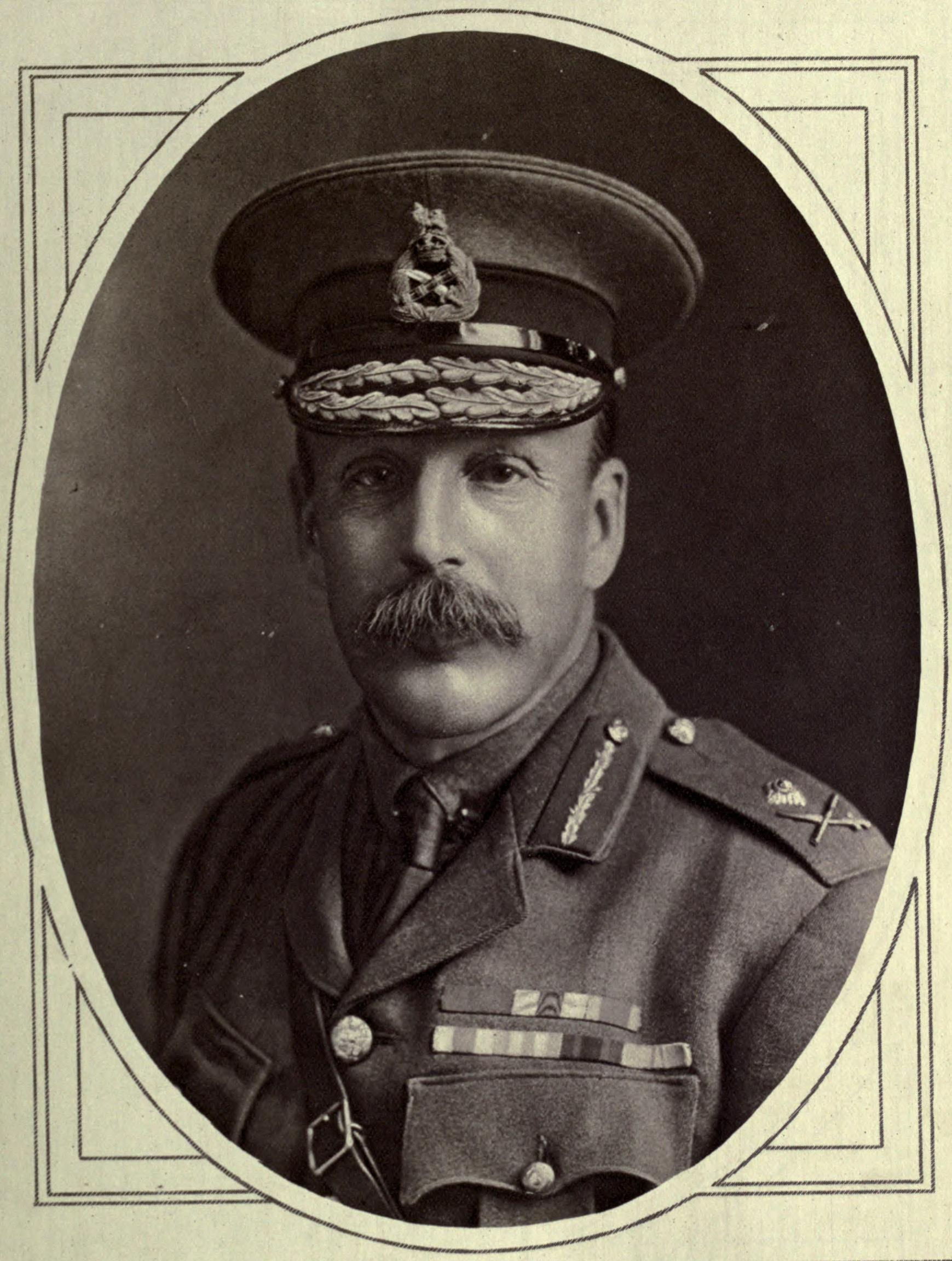
ستانلي مود

## بعد المعركة
ومع وجود القوات البريطانية الهندية على الأرض، استورد البريطانيون موظفين مدنيين من الهند لديهم معرفة وخبرة سابقة في إدارة حكومة استعمارية. وقد أدى طرد العثمانيين من المنطقة إلى اهتزاز توازن القوى الذي دام قروناً. وواجه العرب الذين اعتقدوا أن طرد العثمانيين من شأنه أن يؤدي إلى استقلال أكبر، وقاتلوا ضد القوات العثمانية إلى جانب الحلفاء، معضلة أخرى. فقد أصيبوا بخيبة أمل إزاء الترتيبات المتعلقة بإنشاء الانتداب البريطاني على بلاد الرافدين.
لقد تشكلت ثلاث جمعيات سرية هامة مناهضة للاستعمار في المنطقة خلال عامي 1918 و1919. ففي النجف، تم تنظيم جمعية النهضة الإسلامية. كما تم تشكيل الجمعية الوطنية الإسلامية بهدف تنظيم وتعبئة السكان للقيام بمقاومة كبرى. وفي فبراير/شباط 1919، في بغداد تم تشكيل حراس الاستقلال وهو تحالف من التجار الشيعة والمعلمين السُنة والموظفين المدنيين وعلماء السنة والشيعة والضباط العراقيين. وكان للاستقلال مجموعات أعضاء في كربلاء والنجف والكوت والحلة. وكان البريطانيون في وضع محفوف بالمخاطر فيما يتصل بقضية الموصل. وكانوا يتبنون تدابير يائسة تقريباً لحماية مصالحهم. وتطورت الثورة العراقية ضد البريطانيين مباشرة بعد إعلانهم عن سلطتهم. وقد قمعتها قيادة سلاح الجو الملكي البريطاني في العراق خلال صيف عام 1920.
وافق البرلمان العثماني في الغالب على التنازل عن المنطقة، لكن كان لديهم وجهة نظر مختلفة بشأن قضية الموصل. أعلنوا الميثاق الوطني. . أعلن الميثاق بأن ولاية الموصل كانت جزءًا من الأرض التركية، بناءً على ماضِ وتاريخ مشترك ومفهوم للأخلاق والقوانين. أفترض البريطانيون أن نجاح مصطفى كمال أتاتورك في تأمين الاستقرار في جهوده لإنشاء جمهورية تركيا، سيحول انتباهه إلى استعادة الموصل والتغلغل في بلاد الرافدين، حيث من المحتمل أن ينضم إليه السكان المحليون. حاول وزير الخارجية البريطاني إنكار أي وجود للنفط في منطقة الموصل. في 23 يناير 1923، زعم اللورد كيرزون أن وجود النفط لم يكن أكثر من افتراضي. [45] ومع ذلك، وفقًا لأرمسترونج، "أرادت إنجلترا النفط وكانت الموصل والأكراد هما المفتاح".

## الخسائر

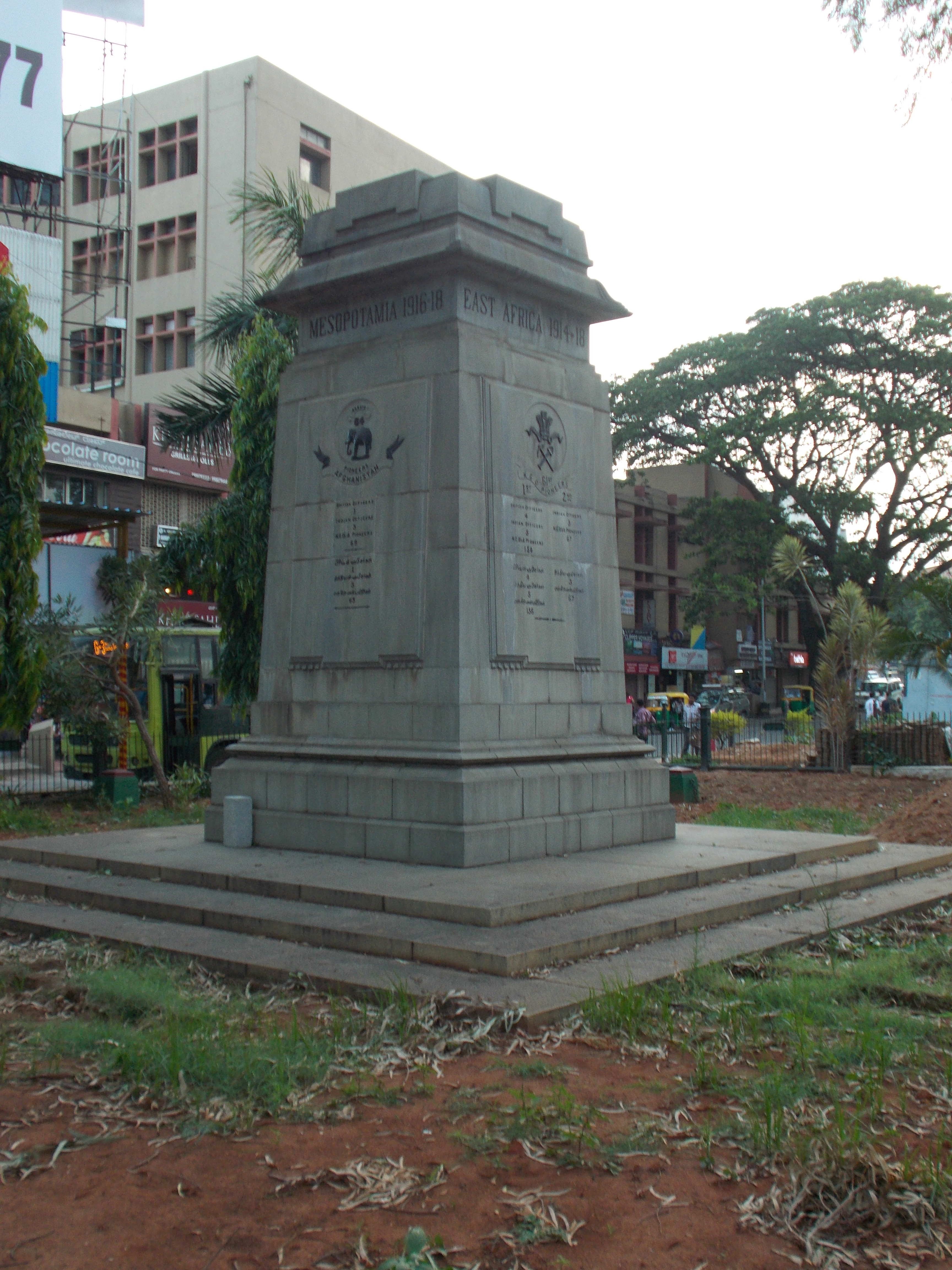
نصب تذكاري في بنغالور لقتلى فوج مدراس الحربي في حملة بلاد الرافدين.

تكبدت قوات الإمبراطورية البريطانية 85197 ضحية في المعارك بلاد الرافدين. وكان هناك أيضًا 820418 حالة دخول إلى المستشفى لأسباب غير قتالية، معظمها مرض. ومن بين هؤلاء، توفي 16712، وتم علاج 634889 وإعادتهم إلى الخدمة في مسرح العمليات، وتم إجلاء 154343 بشكل دائم من مسرح العمليات. وشكل أولئك الذين تم إجلاؤهم حوالي 18.8٪ من إجمالي الخسائر غير القتالية، في حين أن أولئك الذين لقوا حتفهم كانوا 2٪. وبالمقارنة، تم إجلاء 49٪ من الجرحى في المعركة (26814 رجلاً)، وتوفي 8.9٪ (5281). توفي الآلاف خارج المسرح بسبب الإصابات والأمراض التي تعرضوا لها هناك، أو ماتوا في الأسر العثماني. بلغ إجمالي الوفيات العسكرية البريطانية في حملة بلاد الرافدين، بما في ذلك من الأسباب الأخيرة، 38842 (1434 ضابطًا و37408 رجلاً). بما في ذلك 28578 من المرض وأسباب أخرى غير قتالية (بما في ذلك السجناء). كانت النسبة المرتفعة بشكل غير عادي من الإصابات غير القتالية إلى الإصابات القتالية في بلاد الرافدين، والارتفاع غير المعتاد في معدل الخسائر الدائمة بين الضحايا غير القتالية، لها علاقة كبيرة بجغرافية منطقة العمليات. كانت البيئة غير صحية وشديدة الحرارة في الصيف وشديدة البرودة في الشتاء، وتتكون غالباً من الصحاري الرملية أو المستنقعات، وكانت غير متحضرة، مما يعني أنه كان يجب نقل الرجال لمسافات كبيرة للحصول على الرعاية الطبية.
تكبد العثمانيون خسائر بلغت 325 ألف قتيل في الحملة. كان عدد الوفيات بسبب المرض ضعف عدد الوفيات العثمانية في  معارك الحرب العالمية الأولى وأكبر الوفيات في بلاد الرافدين. بلغ إجمالي خسائر العثمانيين في المعارك 55,858 (13,069 قتيلاً و22,385 جريحًا و20,404 أسير حرب). وقد تم تقسيمهم على النحو التالي:
- البصرة 1914: 1,400 (100 قتيل، 200 جريح، 1200 أسير)

```
* القرنة 1914: 1495 (150 قتيل، 300 جريح، 1045 أسير) 
```

- الشيبة 1915: 6700 (2000 قتيل، 4000 جريح، 700 أسير)
- الكوت الأول 1915: 5200 (1600 قتيل، 2400 جريح، 1200 أسير حرب)
- المدائن 1915: 14700 (4500 قتيل، 9000 جريح، 1200 أسير حرب)
- حصار الكوت 1915/1916: 4000 (1600) قتيل، 2,400 جريح)
- إغاثة الكوت 1916: 3,541 (619 قتيل، 1,585 جريح، 1,337 أسير حرب)
- الكوت الثاني/بغداد 1917: 6,000 (2,000 قتيل، 4,000 جريح)
- إجمالي بلاد الرافدين 1918: 12,822 (500 قتيل، 1000 جريح، 11,322 أسير حرب)

تتضمن أرقام الجرحى الخسائر التي لا يمكن تعويضها فقط (العجز أو الوفاة متأثرة بالجروح). ووفقًا لتقديرات إريكسون، فإن إجمالي عدد الجرحى يفوق عدد المصابين بجروح خطيرة بنسبة 2.5: 1 للحرب. وعند تطبيق نفس النسبة على حملة بلاد الرافدين ينتج عنه إجمالي عدد ضحايا المعركة حوالي 89500 (13069 قتيلًا و56000 جريح و20404 أسير حرب). وبحلول نهاية عام 1918، نشر البريطانيون 350.000-410.000 رجل في المعارك، 112.000 منهم من قوات الخطوط الأمامية. تم تجنيد الغالبية العظمى من قوات الإمبراطورية البريطانية في هذه الحملة من الهند.

## المعارك
- إنزال الفاو
- معركة البصرة
- معركة القرنة
- معركة الشعيبة
- معركة السن
- معركة المدائن
- حصار الكوت
محاولة إغاثة الكوت
  - معركة الشيخ سعد
  - معركة الوادي
  - معركة حنا
  - معركة الدجيلة
  - حصار الكوت
- معركة الكوت
- سقوط بغداد
- هجوم سامراء
- معركة جبل حمرين
- معركة إستابولات
- معارك الرمادي
- عملية خان البغدادي
- معركة الشرقاط

## رأي عام

### العلماء
أعلن العديد من علماء المسلمين العراقيين أن الدفاع عن الجيش العثماني واجب، ومنهم من شارك في هذا الصراع مثل: حسن علي البدر،  ومحمد سعيد الحبوبي.

## معرض صور

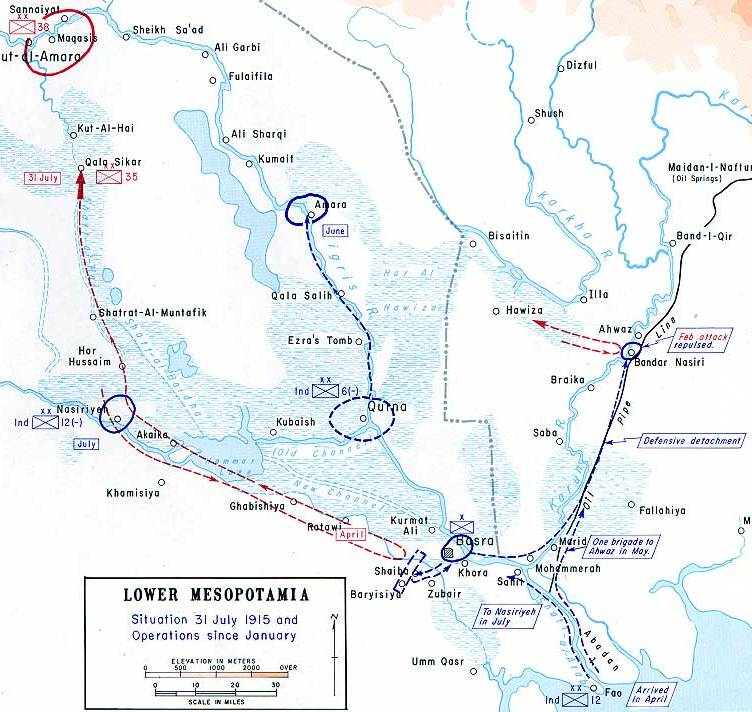
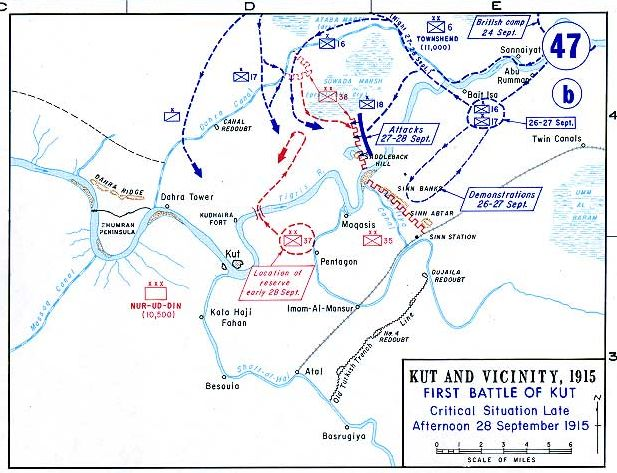
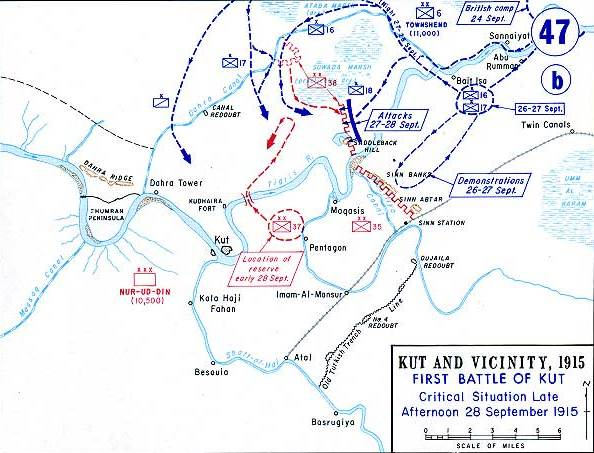
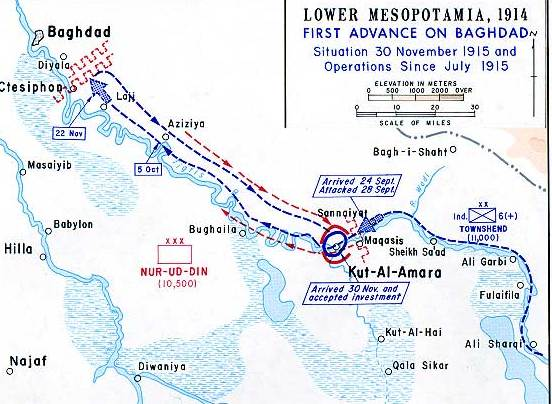
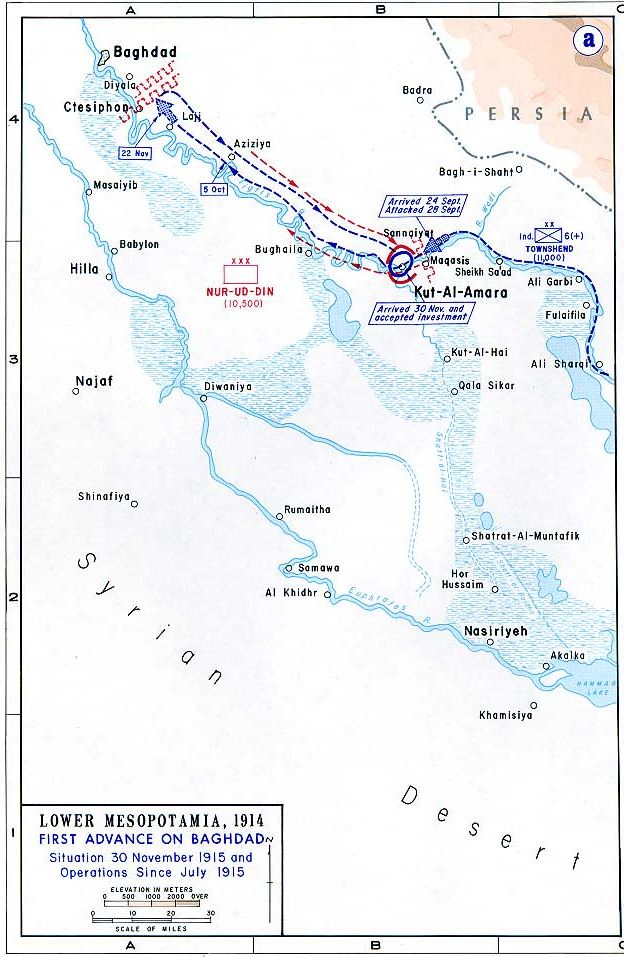

## اُنظر أيضاً
- ثورة النجف 1918

## وصلات خارجية
- Mesopotamia pages of 'Turkey in WW1' web site